# Yahualica (Hidalgo)
Esta página se refiere a una localidad. Para el municipio homónimo véase Municipio de Yahualica (Hidalgo)
Yahualica es una localidad de México, siendo la cabecera municipal del municipio homónimo en el estado de Hidalgo.

## Toponimia
Del náhuatl  ”Ayahuitl” neblina y ”Cali”, casa y significa Casa de niebla.

## Geografía
Se encuentra en la región geográfica de la Huasteca hidalguense, le corresponden las coordenadas geográficas 20° 57’ 5.936” de latitud norte y 98° 22’ 58.322” de longitud oeste, con una altitud de 680 m s. n. m. En cuanto a fisiografía se encuentra en la provincia de la Sierra Madre Oriental, dentro de la subprovincia del Carso Huasteco; su terreno es de sierra. En lo que respecta a la hidrografía se encuentra posicionado en la región del Pánuco, dentro de la cuenca del río Moctezuma, y dentro de las subcuenca del río Los Hules. Cuenta con un clima semicálido húmedo con lluvias todo el año.

## Demografía
En 2020 registró una población de 1389 personas, lo que corresponde al 5.63 % de la población municipal. De los cuales 669 son hombres y 720 son mujeres.
| Gráfica de evolución demográfica de Yahualica entre 1900 y 2020                              |
|                                                                                              |
| Población de los censos y conteos del Instituto Nacional de Estadística y Geografía (INEGI). |